# Detroit Pistons 1985-1986
La stagione 1985-86 dei Detroit Pistons fu la 37ª nella NBA per la franchigia.
I Detroit Pistons arrivarono terzi nella Central Division della Eastern Conference con un record di 46-36. Nei play-off persero al primo turno con gli Atlanta Hawks (3-1).

## Roster
| N° | Naz.                   | Ruolo | Sportivo       | Anno | Alt. | Peso |
| -- | ---------------------- | ----- | -------------- | ---- | ---- | ---- |
| 00 | Stati Uniti (bandiera) | GA    | Tony Campbell  | 1962 | 201  | 98   |
| 4  | Stati Uniti (bandiera) | G     | Joe Dumars     | 1963 | 191  | 86   |
| 7  | Stati Uniti (bandiera) | GA    | Kelly Tripucka | 1959 | 198  | 100  |
| 11 | Stati Uniti (bandiera) | G     | Isiah Thomas   | 1961 | 185  | 82   |
| 15 | Stati Uniti (bandiera) | G     | Vinnie Johnson | 1956 | 188  | 91   |
| 23 | Stati Uniti (bandiera) | AC    | Earl Cureton   | 1957 | 206  | 95   |
| 25 | Stati Uniti (bandiera) | GA    | John Long      | 1956 | 196  | 88   |
| 33 | Stati Uniti (bandiera) | G     | Walker Russell | 1960 | 196  | 88   |
| 35 | Stati Uniti (bandiera) | A     | Mike Gibson    | 1960 | 208  | 93   |
| 40 | Stati Uniti (bandiera) | C     | Bill Laimbeer  | 1957 | 211  | 111  |
| 42 | Canada (bandiera)      | C     | Ron Crevier    | 1958 | 213  | 107  |
| 42 | Stati Uniti (bandiera) | C     | Chuck Nevitt   | 1959 | 226  | 98   |
| 44 | Stati Uniti (bandiera) | AC    | Rick Mahorn    | 1958 | 208  | 109  |
| 54 | Stati Uniti (bandiera) | C     | Kent Benson    | 1954 | 208  | 107  |

## Staff tecnico
- Allenatore: Chuck Daly
- Vice-allenatore: Dick Harter